# Championnat de Suisse de football de deuxième division 2011-2012
Navigation
Challenge League 2010-2011 Challenge League 2012-2013
Le championnat de Suisse de football Challenge League 2011-2012 a commencé le 16 juillet 2011 et s'est terminé en mai 2012. Le FC Lausanne-Sport ayant été sacré champion de la division et le Servette FC a gagné ses deux matchs de barrage contre l'AC Bellinzone, et ont ainsi été promus en Super League pour la saison 2011-2012. Ce sont donc le FC Saint-Gall et l'AC Bellinzone qui les ont remplacés en Challenge League pour cette saison prochaine.

Le FC Schaffhausen et l'Yverdon-Sport FC ont été relégués en 1re ligue.
Le SC Brühl et l'Étoile Carouge FC ont été promus grâce à leur victoire en finale du championnat de 1re ligue.
La saison 2011-2012 de Challenge League a eu la particularité de voir 5 équipes reléguées en fin de championnat, passant ainsi à une ligue à 10 clubs pour la saison 2012-2013. À l'étage inférieur, une 1re Ligue Promotion sera créée avec 16 clubs.
6 clubs devaient initialement être relégué mais la faillite du club de Super League Neuchâtel Xamax FC a ramené ce nombre à 5.

## Clubs
| - FC Aarau - AC Bellinzone - FC Bienne - SC Brühl | - FC Chiasso - SR Delémont - Étoile Carouge FC - SC Kriens | - FC Locarno - FC Lugano - FC Saint-Gall - Stade Nyonnais FC | - FC Vaduz - FC Wil - FC Winterthur - FC Wohlen |